# Rocinela danmoniensis
Rocinela danmoniensis es una especie de crustáceo isópodo marino de la familia Aegidae.

## Distribución geográfica
Se distribuye por el Atlántico nororiental y el Mediterráneo. 